# Ophelimus nuptus
Ophelimus nuptus är en stekelart som först beskrevs av Girault 1928.  Ophelimus nuptus ingår i släktet Ophelimus och familjen finglanssteklar. Inga underarter finns listade i Catalogue of Life.